# Testamentum (In Hora Mortis Nostre)
Testamentum (In Hora Mortis Nostre) – pierwszy studyjny album polskiej grupy muzycznej Via Mistica. Wydany został w 2003 nakładem Metal Mind Productions.

## Lista utworów
1. "Intro (In Hora Mortis Nostre)" - 02:06
2. "I would die..." - 08:43
3. "Sacred whisper" - 05:11
4. "Valley of fear" - 05:45
5. "Lost desires" - 07:39
6. "Blaze" - 05:12
7. "Eternal" - 07:30
8. "When I die" - 03:12
9. "One bridge too far" - 05:36
10. "Gold dust" - 04:37
11. 'Outro (In Hora Mortis Nostre)" - 01:51